# Anne Jelagat Kibor
Anne Jelagat Kibor (* 4. Juni 1969) ist eine kenianische Marathonläuferin.
2002 wurde sie Zweite beim Dublin-Marathon.
Ihr erfolgreichstes Jahr war 2003, als sie den Prag-Marathon, den Venedig-Marathon und den Mailand-Marathon (in ihrer persönlichen Bestzeit von 2:29:23) gewann.
2004 wurde sie Dritte in Prag und 2005 Dritte in Dublin.